# Eubroncus
Eubroncus is een geslacht van vliesvleugeligen uit de familie Mymaridae. De wetenschappelijke naam van dit geslacht is voor het eerst geldig gepubliceerd in 1972 door Yoshimoto, Kozlov & Trjapitzin.

## Soorten
Het geslacht Eubroncus omvat de volgende soorten:
- Eubroncus indicus Hayat & Khan, 2009
- Eubroncus orientalis Yoshimoto, Kozlov & Trjapitzin, 1972
- Eubroncus prodigiosus (Yoshimoto, Kozlov & Trjapitzin, 1972)